# ناسالی
ناسای (به مجاری:  Naszály) یک شهرداری در مجارستان است که در ناحیه تاتا واقع شده‌است. ناسای ۳۰٫۲۳ کیلومتر مربع مساحت و ۲٬۲۹۴ نفر جمعیت دارد.